# Pål Bengtsson
Pål Alfred Bengtsson (i riksdagen kallad Bengtsson i Borås), född 17 januari 1852 i Väsby församling, Malmöhus län, död 3 november 1930 i Borås församling, Älvsborgs län, var en svensk rektor och politiker.
Bengtsson blev student vid Lunds universitet 1871 och inskrevs 1874 vid Teknologiska institutet, där han avlade avgångsexamen 1877. Han blev lektor i mekanik, maskinlära och mekanisk teknologi vid Tekniska elementarskolan i Borås samma år och var rektor och föreståndare där 1901–1917.
Bengtsson var även politiker och som sådan vice ordförande i Borås stadsfullmäktige från 1899 och senare dess ordförande 1910–1919. Han var även ordförande i Älvsborgs läns landsting. I riksdagen var han ledamot av andra kammaren mandatperioden 1903–1905.